# Blackburneus telekii
Blackburneus telekii är en skalbaggsart som beskrevs av Bordat 1992. Blackburneus telekii ingår i släktet Blackburneus och familjen Aphodiidae. Inga underarter finns listade.